# Mar de la China Oriental
El mar de la China Oriental (en chino, 东海; pinyin, Dōnghǎi; literalmente, ‘mar del este’) es una parte del océano Pacífico rodeada por China, Japón, Corea del Sur y Taiwán. Su superficie es de unos 1 200 000 km² (o 752 000 km², si no se incluye el mar Amarillo).
Su parte septentrional, entre China y la península de Corea, se conoce como mar Amarillo.
En realidad, el mar de la China Oriental es la parte norte del mar de China, que estaría dividido por la isla de Taiwán (antigua Formosa): la parte norte se denomina mar de la China Oriental y la parte sur mar de la China Meridional.
El mar de la China Oriental limita al este y al sureste con la parte central de la primera cadena de islas del continente oriental de Eurasia, incluidas la isla japonesa de Kyushu y las islas Ryukyu, y al sur con la isla de Taiwán. Conecta con el Mar de Japón al noreste a través del estrecho de Corea, con el Mar de China Meridional al suroeste a través del estrecho de Taiwán, y con el Mar de Filipinas al sureste a través de brechas entre las diversas islas Ryukyu (por ejemplo, el estrecho de Tokara y el estrecho de Miyako).
La mayor parte del Mar de China Oriental es poco profunda, con casi tres cuartas partes de ella con menos de 200 metros (656,2 pies) de profundidad, su profundidad media es de 350 metros (1148,3 pies), mientras que la profundidad máxima, alcanzada en el Okinawa Trough, es de 2716 metros (8910,8 pies).
La península de Corea, China, Japón y Taiwán se encuentran dentro del Mar de China Oriental o lo bordean.

## Geografía
El mar de la China Oriental está limitado: 
- al este por las islas japonesas de Kyūshū y el archipiélago de las islas Ryukyu.
- al sur, por la isla de Taiwán.
- al oeste, por la China continental.
- al norte, por el mar Amarillo.

Está conectado con el mar de la China Meridional por el estrecho de Taiwán y con el mar de Japón por el estrecho de Corea.
Las riberas de este mar pertenecen, siguiendo las agujas del reloj desde el norte, a Corea del Sur, Japón, Taiwán y China continental.
El río Yangtse es el mayor río que desemboca en el mar de la China Oriental.

### Islas y arrecifes

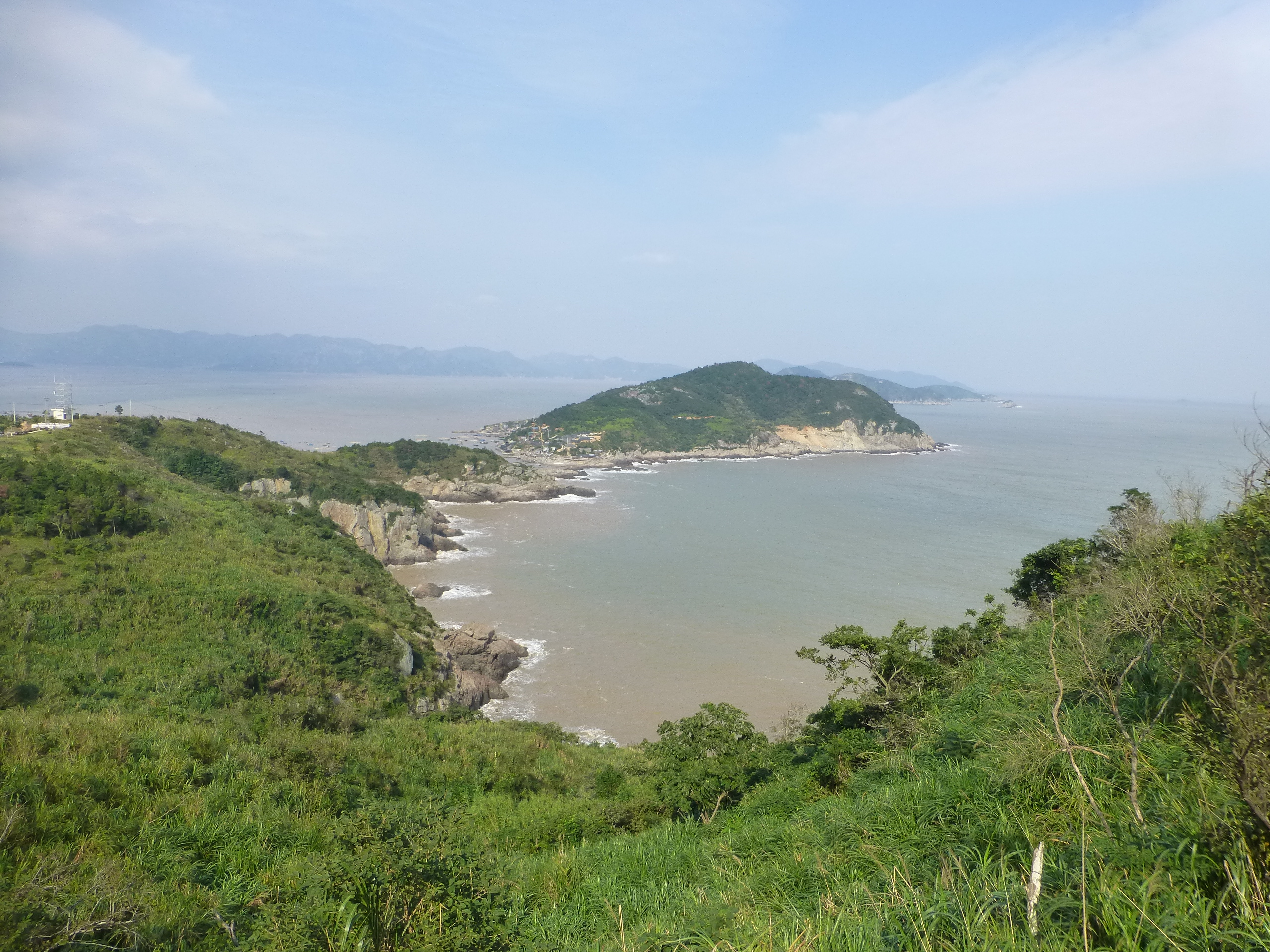
Costa del Mar de China Oriental en el condado de Cangnan, Zhejiang

Hay más de una cincuenta islas en este mar.
Las más importantes son:
- las Islas Senkaku (en japonés) o Islas Diaoyu (en chino), o Diaoyutai (según Taiwán). Disputadas.[3]
- la isla Haijiao

Hay un grupo de arrecifes sumergidos en el norte de este mar. Entre ellos se encuentran:
- Socotra Rock, también llamada Suyan Rock o Ieodo, objeto de una disputa por la Z.E.E. entre la República Popular China y Corea del Sur.
- Roca Hupijiao (虎皮礁)
- Roca Yajiao (鴨礁)

## Delimitación de la IHO
La máxima autoridad internacional en materia de delimitación de mares a efectos de navegación marítima, la Organización Hidrográfica Internacional («International Hydrographic Organization, IHO), considera el mar de la China Oriental (Tung Hai) como un mar. En su publicación de referencia mundial, «Limits of oceans and seas» (Límites de océanos y mares, 3.ª edición de 1953), le asigna el número de identificación 50 y lo define de la forma siguiente:

Al sur.
 El límite septentrional del mar Meridional de China (49), y desde allí a Santyo, la punta noreste de Formosa, hasta la punta Oeste de la isla Yonakuni y desde allí a Haderuma Sima (24°03'N, 123°47'E).
En el este.
 Desde Haderuma Sima, una línea incluyendo la Miyako Retto a la punta oriental de Miyako Sima y desde allí a Okinan Kaku, en el extremo meridional de Okinawa Sima, a través de esta isla a Ada-Ko Sima (isla Sidmouth) a la punta oriental de Kikai Sima (28°20'N) a través de Tanegra Sima (30°30'N) hasta la punta Norte y a Hi-Saki (31°17 'N), en Kyusyu.
En el norte.
 Desde Noma Saki (32°35'N), en Kyusyu, a la punta sur de Hukae Sima (Gato Retto) y a través de esta isla hasta Ose Saki (cabo Goto) y a Hunan Kan, la punta sur de Saisyu To (Quelpart), a través de esta isla hasta su extremo occidental, y desde allí siguiendo el paralelo de los 33°17' Norte hasta el continente.
En el oeste.
La parte continental de China.
Limits of oceans and seas, pág. 31.

## Historia

### La caza de ballenas
balleneros americanos  navegaron en busca de ballena franca en el mar entre 1849 y 1892. 

### Disputas en la EEE
Existen disputas entre China (RPC), Japón, Taiwán y Corea del Sur sobre la extensión de sus respectivas Zonas económicas exclusivas (ZEE).
La disputa entre la RPC y Japón se refiere a la diferente aplicación de la Convención de las Naciones Unidas sobre el Derecho del Mar de 1982 (CNUDM), que ambas naciones han ratificado. China y Japón reclaman derechos de ZEE de 200 millas náuticas, pero la anchura del Mar de China Oriental es de sólo 360 millas náuticas. China propuso la aplicación de la CNUDM, considerando la prolongación natural de su plataforma continental, defendiendo que la ZEE se extienda hasta la Fosa de Okinawa.  Su Ministerio de Asuntos Exteriores ha declarado que «la prolongación natural de la plataforma continental de China en el Mar de China Oriental se extiende hasta la Fosa de Okinawa y más allá de 200 millas náuticas desde las líneas de base a partir de las cuales se mide la anchura del mar territorial de China, «  que es aplicable a las disposiciones pertinentes de la CNUDM que respaldan el derecho de China a la plataforma natural.  En 2012, China presentó a la ONU un informe en el marco de la CNUDM sobre los límites exteriores de la plataforma continental. Sin embargo, Japón reclama unos 40.000 kilómetros cuadrados de parte de este territorio como su propia ZEE porque se encuentra a menos de 200 millas náuticas (370 km) de su costa, por lo que propuso la división de la ZEE por la línea mediana.

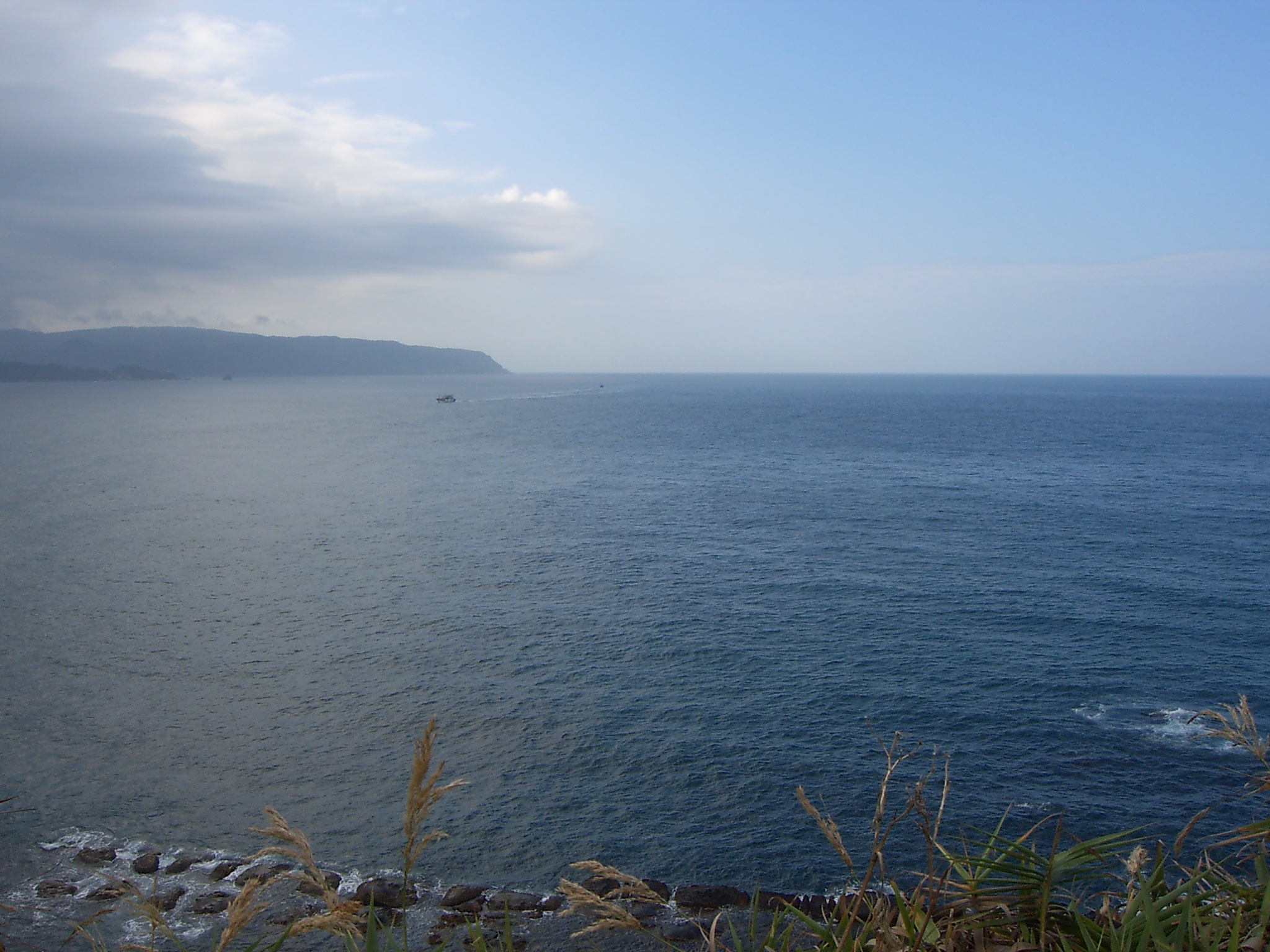
Mar de China Oriental desde Yeliou, Taiwán

En 1995, la República Popular China (RPC) descubrió un yacimiento submarino de gas natural en el Mar de China Oriental, el yacimiento de gas de Chunxiao, que se encuentra dentro de la ZEE china mientras que Japón cree que está conectada con otras posibles reservas más allá de la línea mediana. Japón se ha opuesto a la explotación por parte de la RPC de recursos de gas natural en el Mar de China Oriental, cerca de la zona en la que se solapan las reivindicaciones de ambos países sobre la Zona Económica Exclusiva (ZEE). En concreto, se trata de las perforaciones de la República Popular China en el yacimiento de gas de Chunxiao, situado en zonas no disputadas del lado chino, a tres o cuatro millas (6 km) al oeste de la línea divisoria propuesta por Japón. Japón sostiene que, aunque las plataformas del yacimiento de gas de Chunxiao se encuentran en el lado chino de la línea divisoria que Tokio considera la frontera marítima de ambas partes, pueden explotar un yacimiento que se extiende bajo tierra hasta la zona en disputa.  Por ello, Japón quiere una parte de los recursos de gas natural. Se calcula que los yacimientos de gas de la zona de Xihu Sag en el Mar de China Oriental (Canxue, Baoyunting, Chunxiao, Duanqiao, Wuyunting y Tianwaitian) contienen reservas probadas de 364 BCF de gas natural. Las operaciones comerciales comenzaron en 2006. En junio de 2008, ambas partes acordaron desarrollar conjuntamente los yacimientos de gas de Chunxiao, pero nunca han sido capaces de ponerse de acuerdo sobre cómo ejecutar el plan.
Las disputas sobre la propiedad de islas en el Mar de China Oriental han desencadenado protestas tanto oficiales como civiles entre China y Japón.
La disputa entre la RPC y Corea del Sur se refiere a Socotra Rock, un arrecife sumergido en el que Corea del Sur ha construido la Estación de Investigación Oceánica de Ieodo. Aunque ninguno de los dos países reclama la roca como territorio, la RPC se ha opuesto a las actividades coreanas allí por considerarlas una violación de sus derechos sobre la ZEE.

## Actividades militares
Taiwán, Japón, China y Corea del Sur realizan ejercicios militares en el Mar de China Oriental.

## El Mar de China Oriental en la astronomía
Posiblemente, el Mar de China Oriental (Donghai en chino) esté representado con la estrella Eta Serpentis en el asterismo Left Wall (Pared Izquierda), de la agrupación (Mercado Celestial) (Heavenly Market) (ver constelaciones chinas).